# Harry Vandiver
Harry Vandiver   (Filadèlfia, 21 d'octubre de 1882 - Austin, 9 de gener de 1973) va ser un matemàtic nord-americà.

## Vida i Obra
Vandiver va ser contrari tota la seva vida a l'ensenyament reglat; de fet, no va acabar els seus estudis secundaris i es va posar a treballar a l'empresa del seu pare. A partir del 1900, va estar resolent i enviant problemes a la revista American Mathematical Monthly. Abans de complir els vint anys, ja estava col·laborant amb un altre jove, George David Birkhoff, per demostrar el darrer teorema de Fermat.
Durant la Primera Guerra Mundial va treballar per la Reserva de la Marina dels Estats Units i, en acabar, com que volia ser un matemàtic professional, va començar a fer d'instructor al departament de matemàtiques de la universitat Cornell. El 1924 va ser nomenat professor de la universitat de Texas a Austin, càrrec que va mantenir fins a la seva jubilació el 1966.
A partir de 1932 va mantenir una estreta col·laboració de notable èxit amb el matrimoni Derrick Henry Lehmer i Emma Lehmer per fer computacions que permetessin descartar hipòtesis contraries al darrer teorema de Fermat, una obra ingent però que no va arribar a una solució definitiva.
Vandimer és recordat per la conjectura que porta el seu nom (conjectura de Kummer-Vandimer) sobre els nombres primers irregulars.